# SN 2003hx
SN 2003hx – supernowa typu Ia odkryta 10 września 2003 roku w galaktyce NGC 2076. Jej maksymalna jasność wynosiła 14,92m.